# Marquinho
Marquinho är en kommun i Brasilien.   Den ligger i delstaten Paraná, i den södra delen av landet, 1 100 km söder om huvudstaden Brasília. Antalet invånare är 4 983.
I omgivningarna runt Marquinho växer huvudsakligen savannskog. Runt Marquinho är det glesbefolkat, med 16 invånare per kvadratkilometer.